# 马腾霭
马腾霭（1921年—1991年），经名古德勒图拉，男，宁夏吴忠人，中华人民共和国政治人物，曾任宁夏省人民政府副主席，宁夏回族自治区政协副主席。哲赫忍耶门宦板桥分支教主。

## 生平
哲赫忍耶门宦第五代教主马化龙及其家族于1871年因反清被处死后，其孙马进西幸免于难，成为板桥分支的教主。而马腾霭是马进西之子，8岁上私塾，同时学习阿拉伯语《古兰经》。1940年末，马进西去世，其子马腾霭时年近20岁，继任教主。民国时期曾任宁夏省参议会副会长、国大代表。
1950年，马腾霭成为宁夏省政府委员、宁夏省政治协商委员会副主席。1953年成为宁夏省人民政府副主席。1954年，当选第一届全国人民代表大会代表。省制撤销后，1958年成为宁夏回族自治区政府副主席。1988年任宁夏回族自治区人大常委会副主任。
1991年7月20日，马腾霭在宁夏吴忠市板桥故居逝世，终年70岁。

## 家族
曾祖父馬化龍，父马进西。